# Bucolica
De Bucolica of Eclogae zijn een dichtbundel van de Romeinse dichter Vergilius, bestaande uit 10 gedichten of eclogen. Het werk werd geschreven tussen 42 v.Chr. en 39 v.Chr., en gepubliceerd in 38 v.Chr. op aandringen van Asinius Pollio. Met de Bucolica introduceerde Vergilius de pastorale of herderspoëzie als compleet nieuw genre in de Latijnse literatuur. In deze gedichten staat niet het harde werk van de herders centraal, maar hun geïdealiseerde vrijetijdsleven.

## Imitatio en aemulatio

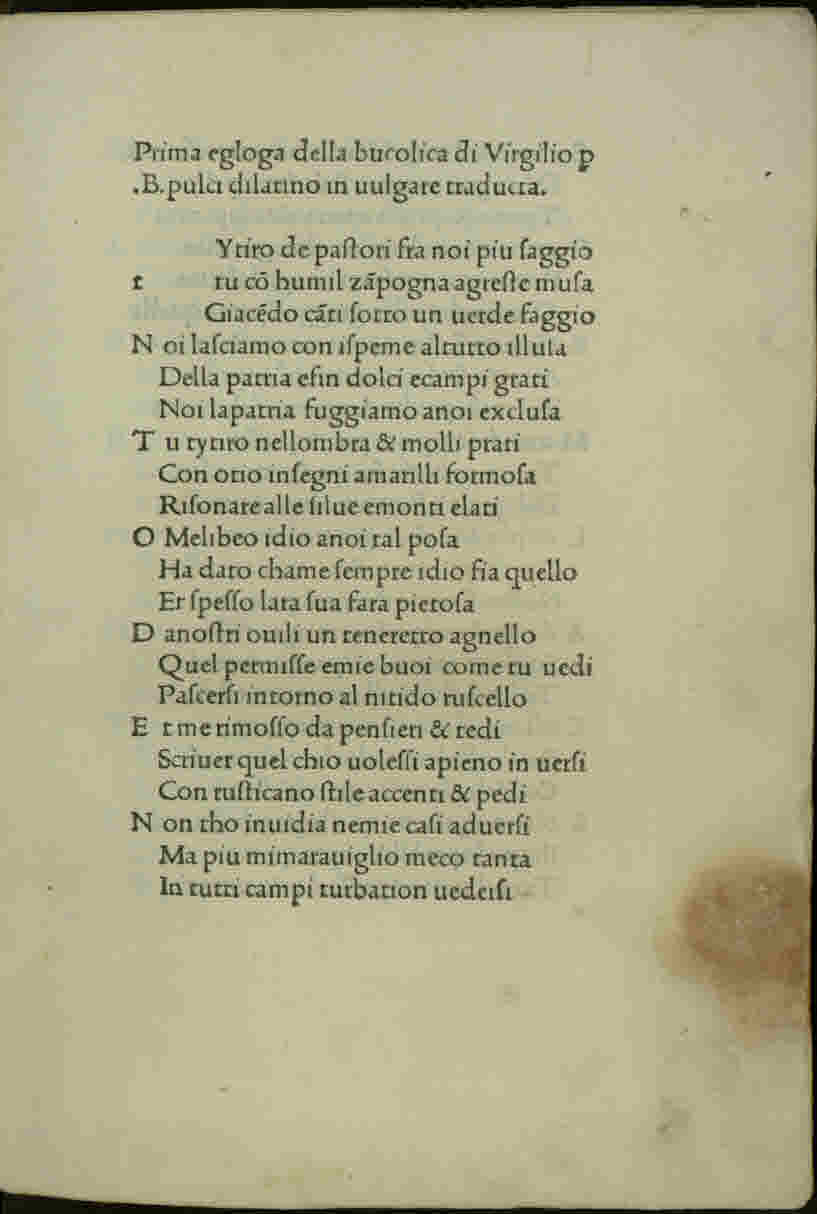
Bucolica (Italiaanse vertaling, 1481)

Vergilius heeft zich voor zijn Bucolica gebaseerd op de Idyllen van de Griekse dichter Theocritus. De imitatio (nabootsing) is te zien in de thematiek, het gebruik van de hexameter en het feit dat soms zelfs enkele verzen letterlijk worden overgenomen.
Toch is de Bucolica meer dan een imitatie. Zo vertonen de Eclogen heel wat meer eenheid en structuur; de tien gedichten zijn als een duidelijk geheel uitgewerkt. In tegenstelling tot de Idyllen staat de Bucolica erg dicht bij de realiteit. Zo wordt er geregeld verwezen naar de landonteigeningen, zangwedstrijden en liefdesaffaires. Dit alles, waarmee Vergilius zijn werk heel wat meer diepgang verleent, noemen we aemulatio, ook wel te interpreteren als positieve concurrentie. Vergilius tracht met zijn werk de Idyllen te verbeteren of zelfs te overtreffen.

## Resultaat
Als debuut is de Bucolica al meteen een pareltje. Met dit werk kan Vergilius de aandacht trekken van Maecenas, waarna hij vervolgens in contact kan komen met enkele vooraanstaande Romeinen. Het duurt dan ook niet lang eer Vergilius weer aan het werk gaat en zijn Georgica publiceert, en later - op verzoek van keizer Augustus - ook zijn Aeneis.
Ook vandaag nog wordt de Bucolica bestudeerd en vertaald, en met veel enthousiasme gelezen.
Aelius Donatus was de auteur van een commentaar op de Bucolica.

## Inhoudsopgave
Ecloga 1Dialoog tussen twee herders, Tityrus en Meliboeus. Het geluk is de een goedgezind, de ander niet. Tityrus zal, geholpen door een jongeman in Rome (hoogstwaarschijnlijk Octavianus) , zijn rustige leventje voortzetten. Meliboeus is onteigend en moet ver weg trekken.
Ecloga 2Liefdesklacht van de herder Corydon, die verteerd wordt van liefde voor de jongeman Alexis.
Ecloga 3Dichtwedstrijd tussen de herders Menalcas en Damon.
Ecloga 4Profetische aankondiging van de geboorte van een kind dat getuige zal zijn van een gouden tijd.
Ecloga 5Klaaglied over de dood van Daphnis, in een wedstrijd tussen de herders Menalcas en Mopsus, waarin de eerste over de dood en de ander over de vergoddelijking van Daphnis zingt.
Ecloga 6Nadat Vergilius zijn gedicht heeft opgedragen aan Varus, wordt verteld hoe twee herders Silenus vingen en hem ertoe brachten een lied te zingen dat een verslag van de schepping bevat en andere bekende mythen. Daaronder wordt ook verteld over de wijding tot dichter van Cornelius Gallus.
Ecloga 7Meliboeus vertelt in de ik-vorm over een wedstrijd tussen twee dichters, de Arcadische herders Thyrsis en Corydon.
Ecloga 8Een zangwedstrijd, opgedragen aan Asinius Pollio en verdeeld in twee lange verhalen over ongelukkige liefde. Damon houdt een jammerklacht over de trouweloosheid van Nisa, en Alphesiboeus zingt over de magische praktijken van een vrouw om de liefde van Daphnis te winnen.
Ecloga 9Dialoog tussen de herders Lycidas en Moeris met verwijzingen naar de werkelijkheid op het platteland bij Mantua en de landonteigeningen die volgden op de burgeroorlog tussen Octavianus en Marcus Antonius.
Ecloga 10Een lied over het liefdesverdriet van de elegische dichter Cornelius Gallus om zijn Lycoris.

## Nederlandse vertalingen
- Bucolica – Buitenleven, tweetalige editie vertaald door Piet Schrijvers, 2018, ISBN 9789065540461
- Bucolica – Herderszangen, geannoteerde metrische vertaling van R.F.M. Brouwer, 1995, ISBN 9026312989
- De herdersfluit. Bucolica, vertaald door Rik Deweerdt, 1994, ISBN 9063035535
- Bucolica, vertaald door Anton van Wilderode, 1971, ISBN 9789026452161
- Bucolica, vertaald door Marc Moonen, 1964 (2e druk), Wereldbibliotheek
- Herderszangen, vertaald door Joost van den Vondel in proza (1646) en in verzen (1660)

- Biblioteca Nacional de España: XX3383679
- Bibliothèque nationale de France: cb12008706c (data)
- Gemeinsame Normdatei: 4135940-9
- Library of Congress Control Number: n81124196
- Nationale bibliotheek van Australië: 35579936
- Nationale Bibliotheek van Israël: 987007595289405171
- Système universitaire de documentation: 030579562
- Virtual International Authority File: 310351953